# Сражение при Сомерсете
Сражение при Сомерсете, также сражение при холме Даттона — одно из боевых столкновений Гражданской войны в США, состоявшееся 31 марта 1863 года. В ходе сражения рейд кавалерийского отряда конфедератов был остановлен смешанным отрядом северян.

## Предыстория
18 марта 1863 года командующий Центральным военным округом штата Кентукки бригадный генерал Гилмор получил от разведчиков сведения, что южане в округе Уэйн, штат Теннесси, собрали кавалерийский отряд силой 3-5 тыс. человек при 7 пушках и намерены пересечь реку Камберленд. В то время силы северян к югу от реки Кентукки, насчитывали около 1000 человек, из них 600 конных. При этом в городе Данвилл были сосредоточены федеральные госпитали и склады с ценным имуществом. Гилмор выдвинул к границе штата подкрепления под командованием бригадного генерала Сэмюэла Картера, отдав ему приказ занять позиции по реке Дикс и при необходимости эвакуировать склады и госпитали на северный берег реки Кентукки.

## Ход боевых действий
21—22 марта сильный отряд конфедератов численностью в 7000 кавалеристов и три полка пехоты под общим командованием бригадного генерала Джона Пеграма пересек реку Камберленд и отогнал передовое охранение северян к городу Станфорду, после чего силы конфедератов разделились и продолжили движение двумя колоннами: по дорогам на Уэйнсберг и на Краб-Орчард.
24 марта отряд Картера, который южане начали охватывать с фланга, отошёл от Данвилла и занял позиции на реке Дикс. Несмотря на возникавшие время от времени перестрелки, Картер сумел переправить 150 повозок, находившихся под его охраной, на северный берег реки Кентукки по мосту Хикмэна. К этому моменту у Пеграма было 3500 кавалеристов при 6 пушках в Данвилле, и ещё два отряда — 750 человек 8-го Кентуккийского кавалерийского полка полковника Роя Клука и 1500 кавалеристов бригадного генерала Хамфри Маршалла — находились в окрестностях Маунт-Стерлинга и Хэйзел-Грина соответственно.
25 марта 1863 года в должность командующего Огайским отделом армии США вступил генерал-майор Эмброуз Бернсайд. 26 марта он приказал Гилмору и командующему Западным округом Кентукки бригадному генералу Джеремайе Бойлу сосредоточить подчиненные им войска возле моста Хикмэна и в городе Лебанон, после чего одновременно атаковать отряд Пеграма в Данвилле.
28 марта Гилмор переправился через реку Кентукки по мосту Хикмэна и отогнал южан за реку Дикс. Конфедераты, отступив, сожгли за собой мосты, однако кавалерия под командованием генерала Картера продолжила преследований. В тот же день часть сил Бойла под командованием бригадного генерала Мэйлона Мэнсона заняла Данвилл и продолжила наступать через Хьюстонвилл, преследуя отряд Пеграма, отступавший к реке Камберленд.
29 марта Пеграм занял сильную позицию в Сомерсете под прикрытием имевшихся у него шести пушек. Генерал Гилмор, располагая вдвое меньшими силами, с ходу атаковал позиции южан и после пятичасового боя вынудил их в беспорядке отступить к реке. Полк южан под командованием полковника Джона Скотта был отрезан от основных сил отряда и рассеян. Его преследовали части генерала Мэнсона. Потери конфедератов составили около 300 убитыми, ранеными и пленными, а федеральных войск — около 30 человек убитыми, ранеными и пропавшими без вести. Ночь помешала северянам продолжить преследование, и южане сумели переправиться через реку. Передовые позиции армии США вдоль реки Камберленд были восстановлены.
Всего во время рейда южане потеряли более 500 человек, а также 300—400 голов скота и все трофеи, захваченные в Кентукки.